# Simone Tiberti
Simone Tiberti (ur. 13 września 1980 w Brescii) – włoski siatkarz, grający na pozycji rozgrywającego. Od sezonu 2015/2016 występuje w drużynie Atlantide Pallavolo Brescia. 

## Sukcesy klubowe
Puchar Włoch Serie A2:
- 2005

Mistrzostwo Serie A2:
- 2005
- 2011, 2014

## Sukcesy reprezentacyjne
Letnia Uniwersjada:
- 2005

Igrzyska Śródziemnomorskie:
- 2009